# UrRobot
UrRobot是華寶通訊進軍智慧型機器人產業所推出的自有品牌，於2011年1月17號推出首款產品「陪伴型娛樂機器人」Robii，該產品於2011年榮獲日內瓦國際發明展金牌獎和第十九屆台灣精品獎金質獎。

## 產品
- Robii 陪伴型娛樂機器人

## 新聞媒體
1. 《華寶》機器人有人味 永遠在你身邊的朋友, 天下遠見出版股份有限公司，30雜誌/85期，2011/09/01，p36~p37.
2. 華寶通訊 研發全球第一台人性化機器人 （页面存档备份，存于）, 大紀元時報, 2011/10/17,

## 外部連結
- UrRobot
- 華寶通訊